# Liste de fromages

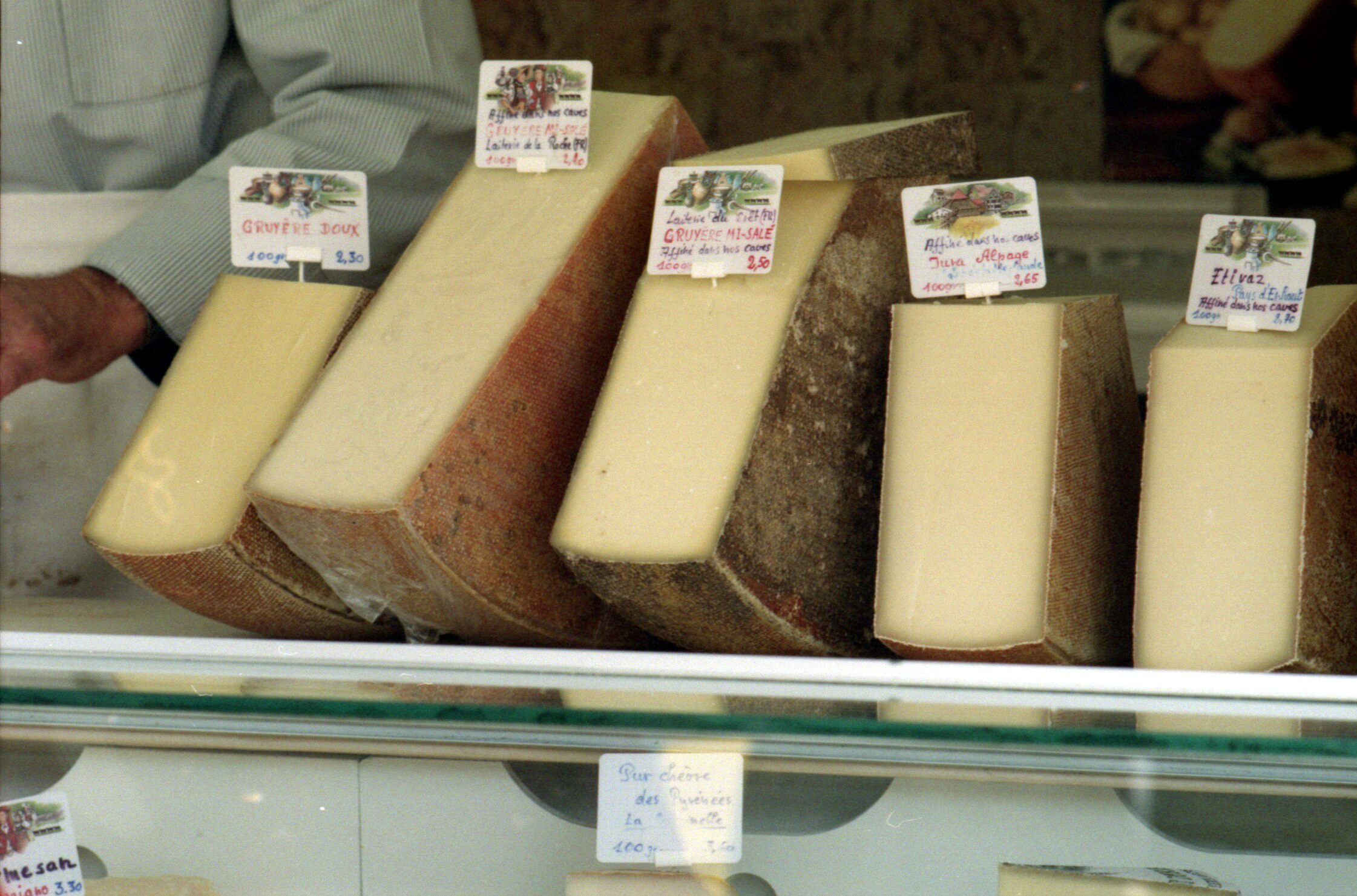
Différents types de fromages: gruyère, Jura Alpage et Etivaz sur un marché aux puces à Lausanne, en Suisse.

 (février 2024).

## Afrique

### Bénin
- Wagashi : fromage de lait de vache

### Egypte
- Baramily : fromage vieilli en fûts
- Domiati : fromage au lait de vache ou de buffle

- Lebné : fromage à pâte semi-solide facilement tartinable à base de lait de brebis ou de chèvre
- Mish : fromage non-pasteurisé fermenté pendant de longs mois
- Rumi : fromage non-pasteurisé à la texture friable

### Ethiopie
- Ayibe : sorte de cottage cheese à la texture friable souvent servi en accompagnement de plats épicés

### Mauritanie
- Caravane : fromage à pâte molle et croûte fleurie à base de lait de chamelle

## Asie

### Bangladesh
- Chhana : fromage frais au lait caillé de buffle d'eau ; souvent utilisé dans la confection de desserts

### Chine
- Chura kampo : fromage tibétain fait à partir des croûtes du babeurre
- Chura loenpa : sorte de cottage cheese tibétain
- Nguri : fromage à base de lait de buffle
- Rubing : fromage frais à base de lait de chèvre
- Rushan : fromage à base de lait de vache ; souvent servi frit ou grillé

### Inde (voirFromages indiens)
- Bandel : fromage sec et salé fumé ou non
- Panir : fromage à pâte cuite à base de lait de bufflonne
- Chhana : fromage frais au lait caillé de vache ou de buffle d'eau ; souvent utilisé dans la confection de desserts
- Kalimpong : fromage à base de lait de vache

### Indonésie
- Dangke:  fromage à base de lait de buffle réputé pour sa teneur élevée en protéines et bêta-carotènes

### Japon
- Sakura cheese : fromage crémeux à pâte fraîche parfumé à la fleur de cerisier
- Su : premier fromage connu du Japon, ce met d’abord aristocratique était un aliment de la cour japonaise du VIe au XIIe siècle.

### Mongolie
- Byaslag : fromage à base de lait de vache ou de yak

### Népal
- Fleur de Rajya : fromage à base de lait de yak affiné dans du sel de l'Himalaya, vieilli enveloppé dans un linge puis conservé dans des paniers en bambou
- Chhurpi : fromage à base de lait de yak

### Philippines
- Kesong puti : sorte de cottage cheese à base de lait entier de buffle d'eau et de présure

### Sri Lanka
- Panir : fromage à pâte cuite à base de lait de bufflonne

## Asie de l'Ouest

### Iran
- Lighvan : fromage blanc saumuré à base de lait cru de brebis

## Europe

### Albanie
- Sirene : fromage à base de lait de chèvre ou de brebis, légèrement granuleux
- Cașcaval : fromage affiné à croûte lavée et à pâte semi-dure à base de lait de vache ou de brebis
- Gjizë : fromage à base de lait caillé

### Arménie
- Chechil : fromage sous forme de bâtonnets à la consistance similaire à celle de la mozzarella

### Autriche
Voir Fromages autrichiens

### Belgique
Voir Fromages belges

### Bosnie-Herzégovine
- Livno : fromage à pâte dure à base de lait de vache affiné pendant 60 à 66 jours

### Bulgarie
- Cherni vit : fromage à base de lait de brebis
- Cașcaval : fromage affiné à croûte lavée et à pâte semi-dure à base de lait de vache ou de brebis
- Sirene : fromage à base de lait de chèvre ou de brebis, légèrement granuleux

### Chypre
Voir Fromages chypriotes

### Croatie
- Paški sir : fromage à pâte dure à base de lait de brebis

### Danemark
Voir Fromages danois

### Estonie
- Atleet : fromage à pâte semi-dure à base de lait de vache
- Eesti Juust : fromage à pâte semi-dure à base de lait de vache
- Kadaka Juust:  fromage à pâte semi-dure fumé et à base de lait de vache

### Finlande
Voir Fromages finlandais

### France
Voir Liste de fromages français
- Liste des spécialités régionales françaises de fromages
- Liste de fromages corses
- Liste des fromages du Nord-Pas-de-Calais

### Géorgie
- Sulguni : fromage produit dans l'ouest de la Géorgie

### Serbie
- Pule : fromage à base de lait d'ânesse et de lait de chèvre, considéré comme le plus cher au monde
- Sirene : fromage à base de lait de chèvre ou de brebis, légèrement granuleux

### Ukraine
- Yiddish Gouda : fromage à pâte dure à base de lait de vache
- Yiddish Edam

## Voir également
- Liste de fromages allemands
- Fromages américains
- Fromages australiens
- Liste de fromages brésiliens
- Fromages britanniques
- Liste de fromages canadiens
- Fromages espagnols
- Fromages grecs
- Fromages hongrois
- Fromages indiens
- Fromages irlandais
- Liste de fromages italiens
- Fromages libanais
- Fromages néerlandais
- Fromages norvégiens
- Fromages péruviens
- Fromages polonais
- Fromages portugais
- Fromages roumains
- Fromages russes
- Fromages slovaques
- Fromages suédois
- Fromages suisses